# Входоиерусалимская церковь (Зарайск)
Церковь Входа Господня в Иерусалим (Входоиерусалимская церковь) — уничтоженный православный храм в городе Зарайске Московской области, который был построен в 1783 году в Егорьевской слободе. Относился к Рязанской епархии. Освящён был в честь праздника Входа Господня в Иерусалим.

## История

### Период Российской Империи
Находившаяся в Егорьевской подгорной слободе церковь в XVII столетии именовалась Георгиевской. Под именем села Георгиевская слобода упоминается в переписной книге 1646 году, где она значится вотчиной князя Якова Куденетовича Черкасского. По окладной книге 1676 года при ней значится:

«дв. попов, дв. пономарёв и 20 дв. церковных бобылей, церковной земли 2 четв. в поле, сенных покосов пять».

В приходе той церкви: «3 дв. боярских, 13 дв. посадских людей, 14 дв. крестьянских, 8 дв. бобыльских и всего 42 двора.»
Вместо разрушенной наводнением деревянной, устроенной в 1759 году, каменная Входоиерусалимская церковь в русском стиле была построена в 1783 году, в 1794 году она стояла ещё не освящённой по неимению в ней иконостаса. Позже Входоиерусалимская церковь значилась приписанной к Троицкой церкви города Зарайска без особого причта.
Кроме слободы в состав прихода означенной церкви входили: деревни Якшино и Жемово, в коих при 68 дворах числилось 230 душ муж. полу и 221 душа жен. полу.

### Период после 1917 года
Во времена Советской власти начались массовые гонения со стороны государственных органов на духовных лиц, а также была организована «работа» по изъятию церковных ценностей, по разрушению и перепрофилированию, занимаемых ими зданий.
Многие церкви были разрушены.
В 1918 году была закрыта, а потом в середине XX века и разрушена Входоиерусалимская церковь в городе Зарайске Зарайского уезда Рязанской губернии.

## Известные священно и церковнослужители храма

### Священнослужители
- Пимен — упом. в 1676 г.
- Иоанн Григорьев — упом. в 1715 г., ум. в 1745 г.
- Евдоким Иоаннов — р. в 1745 г. фев. 21, ум. в 1760 г.
- Феоктист Андреев — упом. в 1784 и в 1801 г.
- Афанасий Феоктистов — упом. с 1800 по 1823 г.
- Николай Петрович Смирнов — упом. с 1823 по 1824 г.
- Иоанн Иоаннович Смирнов — упом. с 1824 по 12 мая 1870 г.
- Аманов Сергий †1889 — упом. с 1886—1889 г.
- Николай Муратов — упом. с 1889 по 1894 г.
- Иоанн В. Орлов — упом. с 1897 г.
- Владимир Дмитриевич Успенский — упом. с 1912 по 1914 г.

### Церковнослужители
- Иоанн Воскресенский, псаломщик — упом. с 1892 по 1894 г.[3][4][9][10][11][12][13][14]